# Herb gminy Parysów
Herb gminy Parysów – symbol gminy Parysów.

## Wygląd i symbolika
Herb przedstawia na tarczy w polu srebrnym czerwony mur, a za nim złotego pół lwa z kołem żelaznym w łapach. Jest to nawiązanie do herbu szlacheckiego Prawdzic rodziny Parysów, do której należało miasto od XVI do XVIII wieku.